# Pablo Lemoine
Pablo Adrián Lemoine (Montevideo, 1 de marzo de 1975) es un entrenador y exjugador uruguayo de rugby que se desempeñó como pilar.

## Carrera como jugador
Lemoine jugó de niño en el Montevideo Cricket Club. En 1993 integró la selección juvenil que se ubicó en el 7º lugar en el Campeonato Mundial de Rugby M19. Al año siguiente, disputó la siguiente edición del mundial como capitán, y en la que los Teritos finalizaron en el 5º puesto. Ambos torneos se disputaron en Francia.

### Selección nacional
Fue convocado a los Teros por primera vez en septiembre de 1995 para enfrentar al XV del León y disputó su último partido en noviembre de 2010 contra los Stejarii. En total jugó 48 partidos y marcó 20 puntos, productos de cuatro tries.

### Participaciones en Copas del Mundo
Disputó las Copas del Mundo de Gales 1999 y Australia 2003, siendo titular en todos los partidos de su seleccionado.
| Mundial                       | Sede      | Resultado    | PJ | Tries |
| ----------------------------- | --------- | ------------ | -- | ----- |
| Copa Mundial de Rugby de 1999 | Gales     | Primera fase | 3  | 0     |
| Copa Mundial de Rugby de 2003 | Australia | Primera fase | 4  | 2     |

## Carrera como entrenador

### Selección uruguaya
En 2013 fue nombrado entrenador de su seleccionado y al frente de los Teros consiguió la clasificación para el mundial de Inglaterra 2015 tras doce años de ausencia. En dicho torneo la selección charrúa fue la única que contaba con jugadores amateurs y además integró el grupo de la muerte. Lemoine dejó su cargo en diciembre de 2015 para asumir como director de rugby de la Unión de Rugby del Uruguay.
| Mundial                       | Sede       | Resultado    | PJ  | PG | PP |
| ----------------------------- | ---------- | ------------ | --- | -- | -- |
| Copa Mundial de Rugby de 2015 | Inglaterra | Primera fase | 4/7 | 0  | 4  |

### Selección alemana
En 2018 fue convocado como entrenador de la selección alemana que intentó clasificar al mundial de Japón 2019. El equipo sorteó la fase europea con éxito, ayudado por el hecho de que se sancionó con puntos a 3 rivales, pero más adelante perdió en el repechaje intercontinental con Samoa. Fue la oportunidad en que la selección llegó más lejos en su intento de clasificar a un mundial.

### Selección chilena
También en 2018 y luego de la eliminación de la selección alemana, la federación chilena lo nombró director técnico de la selección masculina. En 2021 obtuvo la Copa Trasandina ante Argentina XV. Dos años más tarde, luego de vencer por 31-29 a Estados Unidos en Denver, los Cóndores obtuvieron una histórica clasificación a la Copa Mundial de Rugby de 2023.
| Mundial                       | Sede    | Resultado    | PJ  | PG | PP |
| ----------------------------- | ------- | ------------ | --- | -- | -- |
| Copa Mundial de Rugby de 2023 | Francia | Primera fase | 4/7 | 0  | 4  |

## Palmarés
- Campeón del Top 14 de 2002–03 y 2003–04.